# Tureholm
för slottet i Trosa kommun, se Tureholms slott
Tureholm är en tätort i Ekerö kommun, Stockholms län.

## Befolkningsutveckling
| Befolkningsutvecklingen i Tureholm 1990–2020 | Befolkningsutvecklingen i Tureholm 1990–2020 | Befolkningsutvecklingen i Tureholm 1990–2020 | Befolkningsutvecklingen i Tureholm 1990–2020 | Befolkningsutvecklingen i Tureholm 1990–2020 |
| --- | -------------------------------------------- | -------------------------------------------- | -------------------------------------------- | -------------------------------------------- |
| |                                              |                                              |                                              |                                              |
| År |                                              |                                              | Folkmängd                                    | Areal (ha)                                   |
| 1990 | 1990                                         |                                              | 192                                          | 85#                                          |
| 1995 | 1995                                         |                                              | 178                                          | 90#                                          |
| 2000 | 2000                                         |                                              | 196                                          | 93#                                          |
| 2005 | 2005                                         |                                              | 259                                          | 95                                           |
| 2010 | 2010                                         |                                              | 260                                          | 95                                           |
| 2015 | 2015                                         |                                              | 799                                          | 251                                          |
| 2020 | 2020                                         |                                              | 1 097                                        | 329                                          |
| Anm.: Ny tätort 2005. 2015 expanderade tätorten mot nordost och småorterna Mörby och Söderberga och 2020 med Troxhammar och Fågelängen-. 2023 utbröts Mörby # Som småort. |                                              |                                              |                                              |                                              |